# ワイルド・スピードシリーズ
「ワイルド・スピード」（英: The Fast & Furious）シリーズは、アクション映画を中心としたメディア・フランチャイズである。このフランチャイズには、短編映画、テレビシリーズ、ライブショー、ビデオゲーム、テーマパークのアトラクションなども含まれている。ユニバーサル・ピクチャーズが配給している。

## 概要
違法なストリートレースに焦点を当てたカーアクション映画として2001年に第1作『ワイルド・スピード』が公開され、2003年には続編『ワイルド・スピードX2』が、2006年には（当時の位置付けとしての）リブート版『ワイルド・スピードX3 TOKYO DRIFT』が製作された。その後2009年の4作目『ワイルド・スピード MAX』から、強盗やスパイをテーマにしたカーアクション映画に移行し、2013年にかけてその続編が2本公開、これらの3作品は3作目の前日譚として位置付けられた。そして7作目の『ワイルド・スピード SKY MISSION』（2015年）より、時系列的に新たなストーリーが始まった。10作目『ワイルド・スピード/ファイヤーブースト』（2023年）、11作目のシリーズ完結2部作が予定されている。主要作品は「ファスト・サーガ」（The Fast Saga）と総称されている。
ユニバーサルはこのシリーズを拡大して、スピンオフ映画『 ワイルド・スピード/スーパーコンボ』（2019年）、その子会社であるドリームワークス・アニメーションはウェブテレビアニメ『ワイルド・スピード/スパイレーサー』を制作した。全作品のサウンドトラック・アルバムが発売されているほか、作品中で聴ける既存の音楽を収録したコンピレーション・アルバムも発売されている。また、シリーズに関連した2本の短編映画も公開されている。
ユニバーサルにとっては最大のフランチャイズであり、シリーズ全体の興行収入が58億ドルを超え、史上10番目に高い映画シリーズとして位置づけられている。映画以外でも、ユニバーサル・スタジオ・ハリウッドのアトラクション、ライブショー、コマーシャル、多くのビデオゲームや玩具など、他のメディアでも注目を集めている。
なお、本シリーズ作品にそれぞれ与えられている「ワイルド・スピード（通称・ワイスピ）」およびそれに続くサブタイトルは、いずれも原題の直訳に基づいていない日本オリジナルの邦題である（原題「Fast & Furious」は、「熱気に満ちた、勢いよく、熱狂的な」といった意味の慣用句）。

これに関しては、米メディアのThe Hollywood Reporterが「爽やかで、わかりやすく、アーケードのレースゲームのようなタイトル」と評し絶賛する内容の記事を掲載しており、他にも様々なメディアにおいて好意的に評価されている。『ファイヤーブースト』で監督を務めたルイ・レテリエはインタビューにて「僕が好きなタイトルは日本版です。（中略）他にも『Sky Mission』とかがあって、“うんうん、言いたいことわかる”って感じ」と語っている。

## 製作

### ファスト・サーガ
2000年、俳優のポール・ウォーカーは、ロブ・コーエン監督と『ザ・スカルズ/髑髏の誓い』で共演していた。コーエンはプロデューサーのニール・H・モリッツとユニバーサル・ピクチャーズのタイトル未定のアクション映画の契約を結び、ウォーカーに「夢の」アクション映画を提案してほしいと持ちかけた。ウォーカーは映画『デイズ・オブ・サンダー』（1990年）と『フェイク』（1997年）のマッシュアップを提案した。 その直後、コーエンとモリッツは、1998年5月に発行された雑誌「Vibe」に掲載された、ニューヨークで活動するストリートレースの秘密のサーキットについての記事を持ってきて、映画『ハートブルー』（1991年）を再構成し、ウォーカーがロサンゼルスの地下ストリートレースの世界に潜入する任務を負った潜入捜査官として登場するストーリーを提案した。スタジオ側は、大ヒット作『60セカンズ』（2000年）の成功を受けて、ティモシー・オリファントをドミニク・トレット役に起用する案を温めていたが、彼は断った。その後、モリッツは『ピッチブラック』（2000年）に出演したヴィン・ディーゼルに粘り強く働きかけ、ディーゼルは何度も脚本の変更を提案して受け入れられた。モリッツは、『Racer X』、『Redline』、『Race Wars』、『Street Wars』というタイトル案の中から選ぶのに苦労したが、アメリカン・インターナショナル・ピクチャーズのドキュメンタリー番組で、1954年のロジャー・コーマンの映画『The Fast and the Furious』を見てインスピレーションを得た。2001年6月に公開された本作は、興行的にも大成功を収め、2002年9月には続編の製作が決定した。
ディーゼルは、脚本が前作に比べて劣っていると言って、続編への参加を辞退した。コーエンも続編を辞退し、ディーゼルが主役の映画『トリプルX』（2002年）の開発を選択した。これらの変更を考慮して、ユニバーサル社は脚本家たちにウォーカーを主役にした独立した続編の制作を依頼し、新たにジョン・シングルトンを監督に迎えた。撮影は1年遅れで行われ、制作場所もマイアミに移された。ウォーカーの新たな共演者として、シングルトンとは映画『サウスセントラルLA』（2001年）で共演したタイリース・ギブソンが起用され、シリーズ初のロングランキャストであるリュダクリスが登場した。
ユニバーサル社は第3作でディーゼルを呼び戻そうとしたが、彼は他のプロジェクトや脚本を嫌って再び辞退した。 ウォーカーや他のオリジナルキャストの復帰を確保できなかったため、ユニバーサル社はフランチャイズのリブートを命じた。脚本家のクリス・モーガンは、新しいキャラクターを登場させ、車に関連するサブカルチャーに焦点を当て、日本には世界最大級の自動車産業があることから、シリーズの舞台を東京に移し、主に車好ファンのためにシリーズを復活させようと試みた。モリッツは、『TOKYO DRIFT』と似た要素を持つ映画『Better Luck Tomorrow』（2002年）でのリン監督の仕事ぶりに感銘を受け、ジャスティン・リン監督を起用した。さらに、リディックのキャラクターの権利を俳優のプロダクション会社が取得するのと引き換えに、ディーゼルをカメオ出演させることができた。 第3作はフランチャイズの中で最も経済的に成功しておらず、低調な評価を受け、フランチャイズの将来は宙に浮いたままとなった。
フランチャイズから離れたディーゼルは、『リディック』（2004年）、『キャプテン・ウルフ』（2005年）、『コネクション マフィアたちの法廷』（2006年）など、興行的にも批評的にも失敗作を連発していた。ユニバーサル社との話し合いの結果、両者はシリーズの復活に関心を持った。ディーゼルと契約し、リンの復帰を確認した後、ユニバーサル社は第1作のオリジナル共演者の追跡調査を行い、2008年半ばにウォーカー、ミシェル・ロドリゲス、ジョーダナ・ブリュースターと再契約した。 ウォーカーは当初、6年ぶりにフランチャイズに復帰することに消極的だったが、ディーゼルはこの映画が最初の「真の」続編とみなされることを確信した。3作目でハン・ルーが死んだと思われていたため、彼の登場を考慮してフランチャイズのタイムラインが変更された。批評家の評価は賛否両論であったが、この映画はフランチャイズを再活性化させ、ディーゼルとウォーカーのスターパワーを発揮した。

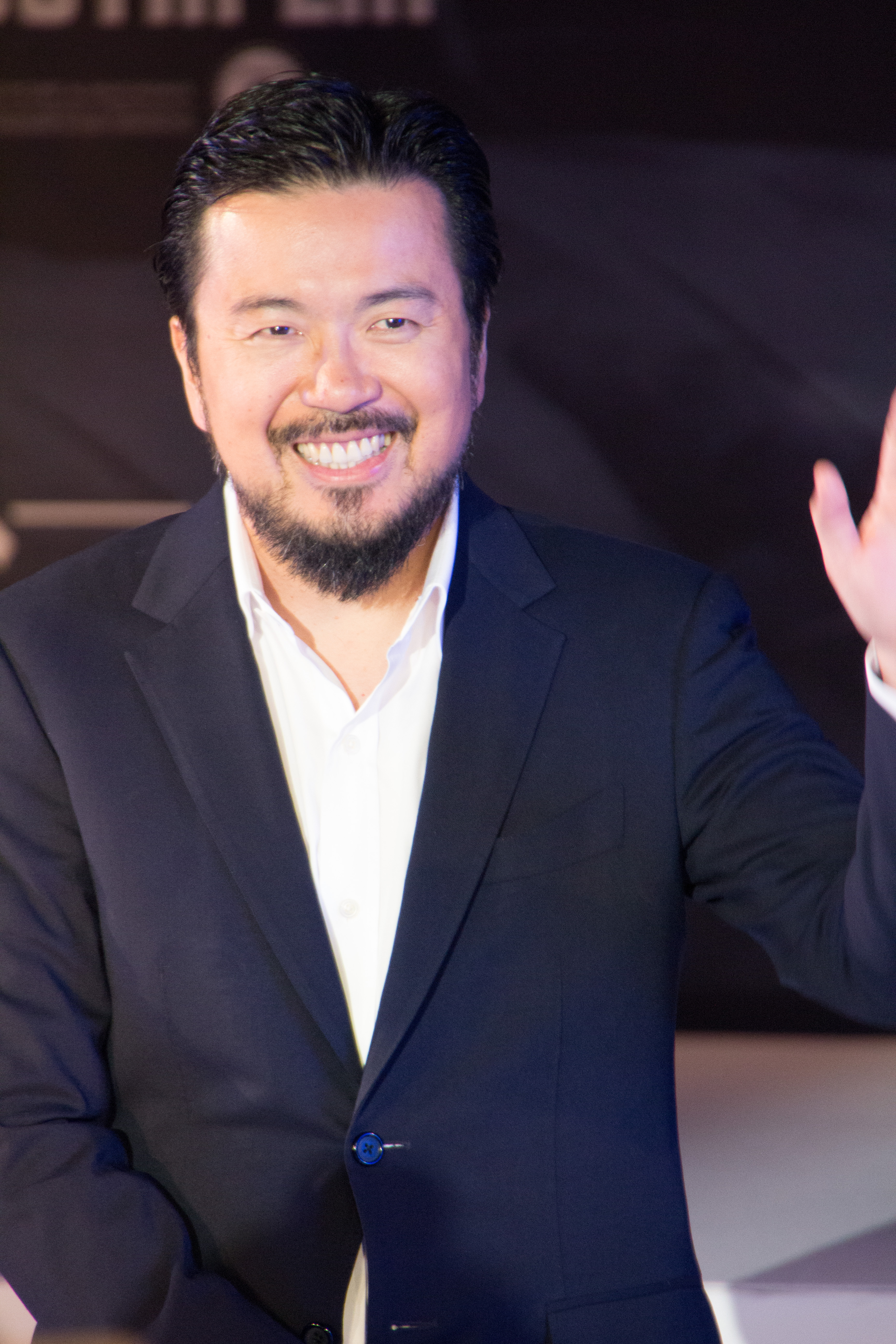
第3-6作の監督を務めたジャスティン・リン

2011年、『MEGA MAX』が公開された。ユニバーサル社はこの映画を開発するにあたり、これまでのストリートレースの要素を完全に排除し、車を使った強盗アクションシリーズに転換した。これにより、車やカーカルチャーを重視することで敬遠されがちな観客層を獲得することを狙った。『MEGA MAX』は、カーレースが1回しか登場せず、銃撃戦や乱闘、強盗などのアクションに重点を置いた、シリーズの過渡期の作品とされている。また、本作はドウェイン・ジョンソンが出演し、その演技が高く評価されたことでも知られている。
2011年末、ロサンゼルス・タイムズ紙は、ユニバーサルが第6弾と第7弾の両作品を1つのストーリーでアプローチしていると報じた。モーガンは自由と家族というテーマを想定していたが、後にスパイの要素を取り入れたいというスタジオ側の意向を考慮してシフトした。リンは、ディーゼルとの話し合いの後、『MEGA MAX』の撮影が終わる前に、『EURO MISSION』の12分間のフィナーレの絵コンテを描き、プレビジュアライゼーションを行い、編集を始めたことを明かしている。その際、従来の2年間の撮影間隔を破るために、2作品を連続して撮影する案も検討されたが、リン監督の意向により断念された。公開後、第6作目はシリーズ最高の興行収入を記録した。
ユニバーサル社は、2014年に大規模なイベント映画がなかったため、『SKY MISSION』を2013年半ばに急いでプリプロダクションに入った。これは、『SKY MISSION』が銀行の資産としてのステータスを持っていたからである。リンは、『EURO MISSION』のポストプロダクションを行っていたため、7作目の監督には戻らないことを決めた。2013年11月30日、撮影が半分しか終わっていない状態で、ウォーカーが単独事故で亡くなった。ウォーカーの死後、撮影は脚本の書き直しのために延期され、彼の兄弟であるケイレブとコーディが代役として彼の残りのシーンを完成させた。 脚本の書き直しにより、ウォーカーとブリュースターの両キャラクターのストーリーアークが完成した。視覚効果会社のWETAデジタル社は、ウォーカーの似顔絵を再現するために採用された。また、この映画ではナタリー・エマニュエルがキャストに加わった。最終的に、本作は延期の末、2015年4月に公開され、15億ドルというフランチャイズ最高の興行収入を記録した。また、批評家からは、本作のアクションシーンやウォーカーへの感動的なオマージュが評価され、最も成功した作品となった。
しかし、再撮影を伴う監督業の負担を考え、ワン監督はフランチャイズへの復帰を断念し、ユニバーサルはF・ゲイリー・グレイを第8作『ICE BREAK』の監督に起用した。この映画は、フランチャイズを完結させる新たな3部作を開始することになっていた。 ディーゼルは、『SKY MISSION』にカート・ラッセルとシャーリーズ・セロンをキャラクターとして登場させることで、これに到達することができると発表した。本作は2017年に公開され、批評家からは様々な評価を受けた。多くの批評家は、演技やアクション・シーケンスを賞賛する一方で、ストーリーや長い上映時間を批判した。臆することなく商業的な成功を収め、全世界で12億ドル以上の興行収入を記録した。ユニバーサル社はその後、最終2作品を2020年5月と2021年4月に公開し、リンが監督に復帰することを発表した。ブリュースターがミア・トレット役を再演することが発表され、脚本家のダニエル・ケイシーが9作目に採用された。『ジェットブレイク』は『TOKYO DRIFT』以来、モーガンが脚本を担当しない初めての作品である。

### スピンオフ映画
2015年、ディーゼルはスピンオフの可能性が開発の初期段階にあることを発表した。2019年、ディーゼルは女性キャラクターに焦点を当てた映画を発表し、合計3本のスピンオフ映画が開発中であることに言及した。このプロジェクトでは、ニコール・パールマン、リンゼイ・ビア、ジェニーヴァ・ロバートソン＝ドウォレットが共同脚本家を務める。
最初のスピンオフ作品『ワイルド・スピード/スーパーコンボ』は2018年に公開され、ジョンソンとジェイソン・ステイサムが出演した。 2017年末、Varietyはモーガンが脚本を執筆し、デヴィッド・リーチが監督を務めると報じた。本来ならば、メインシリーズの9作目が2019年4月に公開され、続いて10作目が2021年4月に公開されるはずだった。しかし、ユニバーサル社は、2019年の公開日を占有するために、スピンオフ作品を進めることを選択した。これにより、ジョンソン、ディーゼル、ギブソンの間に緊張感が生まれ、ギブソンはInstagramの投稿を通じて、第9作の延期の原因となったジョンソンを批判した。 2018年10月、長期的なプロデューサーであるニール・H・モリッツは、配給会社から『スーパーコンボ』のリード・プロデューサーから外された後、口頭契約の違反と約束詐欺を犯したとしてユニバーサル・ピクチャーズを提訴した。さらに2019年5月には、ユニバーサルがモリッツを今後の『ワイルド・スピード』シリーズすべてから降ろしたことが明らかになった。

### 『Better Luck Tomorrow』
2006年にジャスティン・リンが監督した『ワイルド・スピードX3 TOKYO DRIFT』では、ハン・ルーが『ファスト・サーガ』に初登場した。ハンは、リンが2002年に監督した『Better Luck Tomorrow』ですでに同名のキャラクターを演じていたサン・カンが演じており、その後、ハンは『ファスト・サーガ』の主要なレギュラー・キャラクターの1人となった。『Better Luck Tomorrow』のハンと『ファスト・サーガ』のハンの関係については、当初は言及されていなかったが、リンとカンの両者はその後の数年間に繰り返し、同一人物であることを確認し、『Better Luck Tomorrow』はハンのオリジン・ストーリーを兼ねており、この映画は遡って『ファスト・サーガ』の連続性の一部となっている。

### テレビシリーズ
2016年4月、ドリームワークス・アニメーションは、NBCユニバーサルに38億ドルで買収され、その買収には、ユニバーサル・ピクチャーズのバナーの下で、映画をベースにした、または映画と一緒にアニメーション映画やシリーズを制作するためのファーストルック契約が含まれていた。2018年4月、ストリーミングサービスのNetflixは、シリーズ『ワイルド・スピード/スパイレーサー』を製作し、ブレット・ハーランド、ディーゼル、ティム・ヘドリック、モーガンがエグゼクティブ・プロデューサーを務め、ヘドリックとハーランドがショーランナーを務めることになった。第1シーズンは2019年12月26日に8話で初放送された。

## 作品一覧
| タイトル                                                                | 公開日                          | 監督                            | 脚本                                                                           | 製作 | 製作総指揮                                                                                             | 音楽                            |
| メインシリーズ（The Fast Saga）                                         | メインシリーズ（The Fast Saga） | メインシリーズ（The Fast Saga） | メインシリーズ（The Fast Saga）                                                | メインシリーズ（The Fast Saga） | メインシリーズ（The Fast Saga）                                                                        | メインシリーズ（The Fast Saga） |
| ----------------------------------------------------------------------- | ------------------------------- | ------------------------------- | ------------------------------------------------------------------------------ | --- | --- | ------------------------------- |
| ワイルド・スピード The Fast and The Furious                             | 2001年6月22日 2001年10月20日    | ロブ・コーエン                  | ゲイリー・スコット・トンプソン エリック・バーグクィスト デヴィッド・エアー     | ニール・H・モリッツ | ダグ・クレイボーン ジョン・ポーグ                                                                      | BT                              |
| ワイルド・スピードX2 2 Fast 2 Furious                                   | 2003年6月6日 2003年8月23日      | ジョン・シングルトン            | マイケル・ブラント デレク・ハース                                              | ニール・H・モリッツ | マイケル・フォトレル リー・R・メイズ                                                                   | デヴィッド・アーノルド          |
| ワイルド・スピードX3 TOKYO DRIFT The Fast and the Furious: Tokyo Drift  | 2006年6月16日 2006年9月16日     | ジャスティン・リン              | クリス・モーガン カリオ・セイラム アルフレッド・ボテーロ                       | ニール・H・モリッツ | クレイトン・タウンゼンド                                                                               | ブライアン・タイラー            |
| ワイルド・スピード MAX Fast & Furious                                   | 2009年4月3日 2009年10月9日      | ジャスティン・リン              | クリス・モーガン                                                               | ヴィン・ディーゼル ニール・H・モーリッツ マイケル・フォトレル | アマンダ・ルイス サマンサ・ヴィンセント                                                                | ブライアン・タイラー            |
| ワイルド・スピード MEGA MAX Fast Five                                   | 2011年4月29日 2011年10月1日     | ジャスティン・リン              | クリス・モーガン                                                               | ヴィン・ディーゼル ニール・H・モーリッツ マイケル・フォトレル | アマンダ・ルイス サマンサ・ヴィンセント                                                                | ブライアン・タイラー            |
| ワイルド・スピード EURO MISSION Fast & Furious 6                        | 2013年5月24日 2013年7月6日      | ジャスティン・リン              | クリス・モーガン                                                               | ニール・H・モリッツ ヴィン・ディーゼル クレイトン・タウンゼント | ジャスティン・リン アマンダ・ルイス サマンサ・ヴィンセント クリス・モーガン                            | ルーカス・ビダル                |
| ワイルド・スピード SKY MISSION Furious 7                                | 2015年4月3日 2015年4月17日      | ジェームズ・ワン                | クリス・モーガン                                                               | ニール・H・モリッツ ヴィン・ディーゼル マイケル・フォットレル | サマンサ・ヴィンセント                                                                                 | ブライアン・タイラー            |
| ワイルド・スピード ICE BREAK The Fate of the Furious                    | 2017年4月14日 2017年4月28日     | F・ゲイリー・グレイ             | クリス・モーガン                                                               | ニール・H・モリッツ ヴィン・ディーゼル マイケル・フォットレル クリス・モーガン                                                                                       | アマンダ・ルイス サマンサ・ヴィンセント クリス・モーガン                                               | ブライアン・タイラー            |
| ワイルド・スピード/ジェットブレイク F9                                  | 2021年6月25日 2021年8月6日      | ジャスティン・リン              | ダニエル・ケーシー ジャスティン・リン                                          | ニール・H・モリッツ ヴィン・ディーゼル ジェフ・カースチェンバウム ジョー・ロス ジャスティン・リン クレイトン・タウンゼント サマンサ・ヴィンセント                    | | ブライアン・タイラー            |
| ワイルド・スピード/ファイヤーブースト Fast X                            | 2023年5月19日                   | ルイ・レテリエ                  | ダン・マゾー ジャスティン・リン                                                | ニール・H・モリッツ ヴィン・ディーゼル ジャスティン・リン ジェフ・カースチェンバウム サマンサ・ヴィンセント                                                          | アマンダ・ルイス クリス・モーガン                                                                      | ブライアン・タイラー            |
| Fast X Part 2                                                           | 2026年6月22日                   | ルイ・レテリエ                  |                                                                                | | |                                 |
| スピンオフ                                                              |                                 |                                 |                                                                                | | |                                 |
| ワイルド・スピード/スーパーコンボ Fast & Furious Presents: Hobbs & Shaw | 2019年8月2日                    | デヴィッド・リーチ              | クリス・モーガン                                                               | ドウェイン・ジョンソン ハイラム・ガルシア ジェイソン・ステイサム クリス・モーガン                                                                                    | ダニー・ガルシア ケリー・マコーミック スティーヴ・チャスマン イーサン・スミス エインズリー・デイヴィス | タイラー・ベイツ                |
| タイトル未定の女性主演映画                                              | TBA                             | TBA                             | ニコール・パールマン リンジー・ビアー ジェニーヴァ・ロバートソン＝ドウォレット | | |                                 |
| タイトル未定の『スーパーコンボ』続編                                    | TBA                             | TBA                             | クリス・モーガン                                                               | | |                                 |
| タイトル未定のルーク・ホブス主人公映画                                  | TBA                             | TBA                             | クリス・モーガン                                                               | ドウェイン・ジョンソン ヴィン・ディーゼル ダニー・ガルシア ハイラム・ガルシア サマンサ・ヴィンセント クリス・モーガン ニール・H・モレッツ ジェフ・カースチェンバウム | |                                 |

### 時系列順
| 公開年 | 時系列                                |
| ------ | ------------------------------------- |
| 2001   | ワイルド・スピード                    |
| 2003   | ワイルド・スピードX2 序章             |
| 2003   | ワイルド・スピードX2                  |
| 2009   | ロス・バンドレロス～盗賊たち          |
| 2009   | ワイルド・スピード MAX                |
| 2011   | ワイルド・スピード MEGA MAX           |
| 2013   | ワイルド・スピード EURO MISSION       |
| 2006   | ワイルド・スピードX3 TOKYO DRIFT      |
| 2015   | ワイルド・スピード SKY MISSION        |
| 2017   | ワイルド・スピード ICE BREAK          |
| 2019   | ワイルド・スピード/スーパーコンボ     |
| 2021   | ワイルド・スピード/ジェットブレイク   |
| 2023   | ワイルド・スピード/ファイヤーブースト |

### ファスト・サーガ（The Fast Saga）

#### ワイルド・スピード（2001年）
ロサンゼルス。凄腕ドライバーのドミニク・トレットは、夜な夜な行われるストリート・レースに興じる一方で、長距離トラックを狙う強盗団のボスとして犯罪を重ねていた。ある日、彼の前に白人青年のブライアン・オコナーが現れドミニクにレースを挑む。やがて、レースや車いじりを通して「ファミリー」として親密になっていく2人であったが、ブライアンの正体はロス市警の警官で、連続車両強奪事件の潜入捜査の為にドミニクに接触していたのであった。
ドミニクらファミリーに対する友情に加え、ドミニクの妹であるミア・トレットと恋仲となったブライアンは、ドミニクが強盗犯である事実をつかむものの友情と職務との間で葛藤する。そして最後にはドミニクとの友情、そして彼の家族であるミアを悲しませたくないという思いから、警察の身分を追われることを覚悟した上で彼の逃走を手助けするのであった。

#### ワイルド・スピードX2（2003年）
ロサンゼルスでの一件により警官の立場を追われた挙句指名手配犯となったブライアンは、逃亡先のマイアミでストリート・レーサーとして名を馳せていた。だが、一斉取り締まりによりブライアンは敢え無くFBIに逮捕されてしまう。連行先には旧知の捜査官が居り、ブライアンは犯罪歴の帳消しと引き換えに、貿易商を装う国際的麻薬密売組織への潜入捜査の話を持ちかけられる。ブライアンは旧友のローマン・ピアースをパートナーに指名し、2人で潜入捜査を開始する。
組織のボスカーター・ベローンが主催した過酷なカーレースを勝ち抜き運び屋として組織に潜入した2人は、間も無くベローンより大量の現金を運ぶミッションを与えられる。多数のパトカーとのカーチェイスを経てベローンの元へ辿り着くブライアンであったが、もとより2人の抹殺を目論んでいたベローンはブライアンに銃を向ける。しかし、遅れて到着したローマンの活躍によってベローンは捕らえられ、2人は無事犯罪者としての過去を清算した。

#### ワイルド・スピードX3 TOKYO DRIFT（2006年）
カリフォルニアの高校生ショーン・ボスウェルは大の車好きであったが、これまでに2度ストリート・レースで事故を起こしており、そしてとうとう3度目の事故を起こしたことで少年院行きの危機となった。ショーンはこれから逃れるため、在日米軍の軍人として日本・東京に住む父の元へと引っ越す。そこで同じくアメリカから留学してきたトウィンキーと出会い、ドリフト・レースの世界を知ることとなる。
都内のレースを取り仕切るタカシとの戦いに敗れるショーンであったが、タカシのパートナーであるハン・ソウルオーに見初められ、ドリフトの特訓を受ける。やがてタカシを敗るまでに上達したショーンであったが、これを訝しんだタカシはハンが裏切っていたことを知り激怒、2人をレースに参加させハンを事故死に追い込む。ハンの復讐としてタカシに再戦を挑むショーンは、仲間の力を借りながら父の車を整備し、そして不利な条件下にもかかわらず進化したドリフトテクニックをもってタカシを打ち負かした。

#### ワイルド・スピード MAX（2009年）
ブライアンの手引きでロサンゼルスを逃れ指名手配犯となったドミニクは、恋人レティ・オルティスを始め、ハンやテゴ・レオ、リコ・サントスとともにドミニカで燃料タンク車を強奪していた。やがてそこにも捜査の手が拡がったことで、レティを守るために彼女の前から姿を消し強盗チームを解散する。だがその後、レティが殺されたという知らせを妹のミアから聞いたドミニクは、復讐の為にロサンゼルスに戻る。
復讐相手の手掛かりとなるニトロ搭載車へと行き着いたドミニクであったが、そこでマイアミでの功績によりFBI捜査官となったブライアンと鉢合わせる。ブライアンもまた麻薬組織捜査のため、ドミニクの標的と同じ人物を追っていたのだ。標的は同じでも立場も目的も異なるため別々に行動することとなった2人は、麻薬組織のボスアルトゥーロ・ブラガが仕切るストリート・レースにそれぞれ参加し、腕前を見せつけて組織の運び屋として潜入捜査を開始する。
捜査の中で、ドミニクはレティがドミニクの犯罪歴抹消と引き換えにFBIの潜入捜査に加わっていたことを知り、レティの死を自身の責任と語るブライアンはブラガの逮捕と引き換えにドミニクの前科抹消を上司に懇願する。やがて2人は、ブラガとその部下でレティを殺害した犯人であるフェニックス・カルデロンをカーチェイスの末に追い詰め逮捕に成功。しかし、約束に反しFBIはドミニクを逮捕してしまう。
懲役25年という判決を言い渡されたドミニクは、刑務所へ護送される。その護送車の周りを数台の車が取り囲む。

#### ワイルド・スピード MEGA MAX（2011年）
ブライアンは自身との約束を反故にしドミニクを逮捕したFBIを離反し、ミアらとともにドミニクを乗せた護送車を襲ってドミニクを救出。これにより彼らは国際指名手配を受ける。ブラジルのリオデジャネイロに逃亡したブライアンとミアはかつての仲間ヴィンスと再会。麻薬取締局が押収した車の窃盗の仕事をする事になり、そこにドミニクも合流するが、仲間の裏切りにより襲われてしまう。その理由は、ドミニク達が盗んだ車に隠されたリオで最も強い権力をもつ悪徳実業家エルナン・レイエスの闇金の流れを記録したマイクロチップにあった。
そんな中、ミアがブライアンの子を身籠もった事を知ったドミニクは、妹が過去を消して家族で静かに暮らすために必要な資金と資格を得る為に、レイエスの闇金1億ドルを強奪する計画を立てる。計画遂行のため、マイアミでブライアンを手助けしていたローマンやテズ・パーカー、ドミニクのドミニカ時代の仲間であるハン、レオ、サントス、ブラガの元部下のジゼル・ヤシャールなど様々な分野の凄腕がリオに集結。一方で、彼らファミリーを執拗に追うアメリカ外交保安部（DSS）捜査官ルーク・ホブスやレイエスの手下といった追っ手が迫る。
一旦はファミリーを捕らえたホブスであったが、レイエスの手下に部下を殺されたことやレイエスとの癒着に甘んじるリオ警察への怒りから一時的にドミニクと協力関係を結ぶ。警察署内にあるレイエスの金庫を奪ったドミニクとブライアンは、金庫を引きずりながらリオ警察やレイエス一味とのカーチェイスでリオの市街を駆け抜ける。決死の策略により追っ手を殲滅したドミニクは、ホブスと再戦を誓い合い仲間の元へ戻る。
1億ドルを手に入れたファミリーは、やがて思い思いの人生をスタートさせる。これを最後に足を洗うと決めたブライアンはドミニクとの最後のレースに挑むのであった。

#### ワイルド・スピード EURO MISSION（2013年）
ドミニクは元警察官である新たな恋人エレナ・ネベスと、ブライアンはミアとその間に生まれた息子ジャックと共にそれぞれ静かな生活を送っていた。そんなある日、モスクワにて軍隊が襲撃され、何億円もの価値をもつチップが奪われる事件が発生する。これには元英特殊部隊のオーウェン・ショウが率いるヨーロッパを拠点に大きな犯行を繰り返す国際的犯罪組織が関わっており、かねてよりオーウェンを追跡していたホブスは、組織壊滅の協力を要請するためドミニクを訪ねる。協力を渋るドミニクだったがホブスに手渡された捜査資料を読み驚く。そこには死んだはずのレティの写真があった。
ドミニクは真相を確かめるため、そして自分らのこれまでの罪を帳消しにする事を条件にホブスへの協力を了承。ブライアンを始めファミリーを再招集しイギリスを拠点に活動を始める。軍の通信網を24時間遮断する特殊装置「ナイトシェード」の完成を目論むオーウェン一味との攻防の最中、ドミニクはレティが組織の一員として活動していることに気づいたドミニクは激しいカーチェイスの末その車を追い詰めるが、レティは躊躇なく発砲し逃走する。
ブライアンは服役中のブラガと接触するため囚人として刑務所に潜入、そこでブラガからオーウェンがCIAや麻薬取締局を権力下に置いていることやレティが記憶喪失となっているがためにオーウェンに利用されていることなどを聞き出した。ブライアンと合流したドミニクらは「ナイトシェード」の最後の部品であるチップがあるスペインNATO基地に向かう。オーウェンの戦車とのカーチェイスを経てオーウェンを拘束することに成功するも、逆にミアを人質に取られてしまったため、チップを渡し逃走を許してしまうのであった。
輸送機で逃走を図るオーウェン一味であったが、ローマンやホブスらが機体を引き摺り下ろしドミニクとブライアンが機内に乗り込む。格闘の末、オーウェンを倒しドミニクらが脱出した直後機体は炎上。こうしてミッションを果たしたファミリーは全ての犯罪歴を抹消、ドミニクは元のロサンゼルスの自宅へ戻るのだった。

#### ワイルド・スピード SKY MISSION（2015年）
レティを取り戻すことに成功したドミニクであったが彼女の記憶は未だ戻らず、レティとの関係に苦悩する。また、ブライアンもミニバンで息子のジャックの送迎を行うといった平穏な日々に順応できず、かつての刺激を恋しく思うことをミアに打ち明けるのだった。ミアは2人目の子供を身ごもっていたが、ブライアンをより束縛してしまうのではないかと妊娠の件を打ち明けられていないことをドミニクに吐露する。
一方DSS本部では、かつてMI6に在籍していた元英特殊部隊員デッカード・ショウがホブスのオフィスに侵入、PCをハッキングしていた。オーウェンの兄であるデッカードは弟の復讐のためホブスの端末からファミリーの居場所を探知、手始めにホブスに手傷を負わせ去っていく。そして東京に移り住んでいたハンを事故に見せかけて殺害し、更にドミニクの自宅に爆弾を送り届け家を木端微塵にした。入院しているホブスから情報を手に入れ仲間の命を狙うデッカードを打倒することを決意し、東京にてハンの遺品を受け取ったドミニクは、アメリカでのハンの葬儀中に現れたデッカードを追い一触即発となる。しかし、そこにミスター・ノーバディ率いる特殊部隊が突如現れデッカードは逃走する。
ノーバディはドミニクに対し、民間軍事組織に捕えられたハッカー・ラムジーの救出を依頼する。ノーバディの目的はラムジーが開発した世界中のありとあらゆる情報機器より瞬時にデータを入手することのできる監視プログラム「ゴッド・アイ」の奪回であり、依頼内容には奪回に成功すれば「ゴッド・アイ」を利用してのデッカード打倒に協力するという提案も含まれていた。ドミニクはこれを了承し、再び召集したファミリーと共にアゼルバイジャン山中で移動していた車両部隊へ空からの急襲をかける。
作戦の結果無事ラムジーを救出するも、「ゴッド・アイ」は既にヨルダン王子の手に渡っていることが判明。すぐさまヨルダンへ向かい彼の車に搭載された「ゴッド・アイ」を車ごと手に入れたファミリーであったが、「ゴッド・アイ」を使用して見つけたデッカードの反撃に遭い「ゴッド・アイ」を奪い取られてしまうのだった。
ロサンゼルスに戻ったファミリーは地の利を活かし、ホブスの援護を受けつつもデッカードらの攻撃に応戦し勝利。レティの記憶が戻り、ドミニクとの結婚が明かされた。
それからしばらく経ち、ファミリーは砂浜で平和なひと時を過ごしていた。ミア、ジャックと戯れるブライアンが「家庭」という新たな居場所を見つけたのを見届けたドミニクは独りその場を立ち去る。「さよならも言わずに行くのか？」と後を追うブライアンとしばし並走した後、分岐路を迎えた2台の車はそれぞれ別々の道を進むのであった。

#### ワイルド・スピード ICE BREAK（2017年）
ドミニクはレティと共にキューバを訪れ、ハネムーンを楽しんでいた。ある日、サイファーと名乗る女性がドミニクに接触する。サイファーはドミニクのかつての恋人・エレナと、彼女とドミニクとの間に生まれた息子の写真を見せ、自身の計画に参加するよう要請する。
その後、ホブスの招集によりベルリンに集合したファミリーは、武器商人の施設から電磁パルス砲を奪う任務を遂行。しかしその帰路、突如ドミニクがホブスを攻撃し電磁パルス砲を持ち去ってしまったことで失敗に終わる。ノーバディの手引きを受けたデッカードやリトル・ノーバディを新たに加えたファミリーは、サイファーが世界中のコンピュータを意のままにできるテロリストであることを知らされ、彼女を阻止するために動き出すが、そこにサイファーの手先となったドミニクが現れ「ゴッド・アイ」を奪っていく。
ドミニクが裏切りサイファーの手先となってしまったことを知ったファミリーは、ドミニクの奪還を試みるもそれを尻目にドミニクはニューヨークにてロシア国防大臣から核ミサイルの発射コードを奪い、デッカードを撃って逃走。
ドミニクとその動きを察知したファミリーはロシアのウラドビンへ渡る。潜水艦を乗っ取りミサイルを発射しようとするドミニクであったがファミリーはそれをすんでのところで阻止。そしてドミニクは不意を突いて仲間を襲いファミリーと合流する。サイファーは潜水艦を操ってファミリーを追い熱弾道ミサイルを発射するが、ドミニクの機転によって潜水艦を破壊される。母マクダーレン・ショウやオーウェン、ドミニクとの策略によって死を装っていたデッカードはオーウェンとともにサイファーの飛行機を奇襲。ドミニクの子供を助け出すとともにサイファーに攻め寄るも、サイファーはパラシュートによって脱出した。
ニューヨークに戻ったドミニクらファミリー。祝杯をあげるファミリーの前で、ドミニクは息子・ブライアンを紹介する。

#### ワイルド・スピード/ファイヤーブースト（2023年）
2023年5月19日に全米公開。

### スピンオフ

#### ワイルド・スピード/スーパーコンボ（2019年）
ある日、DSSを辞めロサンゼルスで娘と暮らすホブスと、ロンドンのデッカードにCIAからある人物の保護要請が伝えられる。ロンドンにて何者かが殺人ウイルス「スノーフレーク」を奪い行方を眩ませたという。その正体はMI6エージェントでデッカードの妹であるハッティ・ショウであった。しかし、それはフェイクの情報で、実際は科学テロ組織「エティオン」の戦士ブリクストンらが起こした事件であり、ハッティはエティオンにウイルスが渡るのを阻止するためウイルスを自身の体内に注入しその場から逃走していたのであった。
当初はかつて敵同士であった経緯から協力関係を結ぶことを拒絶しながらも、組織に人体改造を施され超人的な力を得たブリクストンの前に苦戦を強いられる中で次第にバディとして息を合わせていくホブスとデッカード。また、デッカードは疎遠になっていたハッティとの関係も修復させ、ホブスもウイルス抽出装置を修理するために訪れた故郷・サモアで、かつて行き違いから喧嘩別れしていた家族と再会し和解する。
サモアでの決戦では地の利を生かした肉弾戦で圧倒するホブスたちであったが、ブリクストンはヘリコプターでの逃走を図る。ホブスとデッカード、ホブス兄弟はレッカー車でヘリを追い、フックでヘリを捕らえ直接対決に挑む。ブリクストンの超人的能力の前に苦戦する2人であったが、息の合ったコンビネーション攻撃を駆使して徐々にブリクストンを追い詰める。ダメージを負い戦闘不能となったブリクストンに対し、ホブスとデッカードはテクノロジーより「人を信じること」が強さだと説くのであった。ハッティのウイルスも抽出が完了し、無事ウイルスの拡散を阻止したホブスとデッカード。彼らに対し、ヘリーのスピーカーを通してエティオンの「指導者（ディレクター）」が宣戦布告する。

## ショートフィルム
| タイトル                     | 米国公開日    | 監督                      | 脚本               | 製作                                                         |
| ---------------------------- | ------------- | ------------------------- | ------------------ | ------------------------------------------------------------ |
| ワイルド・スピードX2 序章    | 2003年6月3日  | フィリップ・G・アトウェル | キース・ディニエリ | クリス・パラディーノ                                         |
| ロス・バンドレロス～盗賊たち | 2009年7月28日 | ヴィン・ディーゼル        | T・J・マンチーニ   | ヴィン・ディーゼル ジェシー・テレーロ サマンサ・ヴィンセント |

これらのショートフィルムは、ダイレクト・トゥー・ビデオでリリースされたり、ユニバーサル社が限定的に劇場で配給したりした。主に『ワイルド・スピード』（2001年）、『ワイルド・スピードX2』（2003年）、『ワイルド・スピード MAX』（2009年）のDVDリリース時に特典として収録された。フィルムは10分から20分程度で、映画の中で登場するキャラクターやイベントのバックストーリーを提供する自己完結型のストーリーとしてデザインされている。また、初期の主役たちがシリーズを去ったことで生じた年代的なギャップを埋めるために作られた。

### ワイルド・スピードX2 序章（2003年）
この映画は、ブライアン・オコナー（ポール・ウォーカー）がロサンゼルスから逃げ出し、法の執行を避け、最終的にマイアミに到着するまでを描いている。
この作品は、『ワイルド・スピード』と『ワイルド・スピードX2』の間に設定されている。監督はフィリップ・G・アトウェル、脚本はキース・ディニエリで、2003年6月3日に公開された。

### ロス・バンドレロス～盗賊たち（2009年）
ドミニク・トレット（ヴィン・ディーゼル）は、ドミニカ共和国で指名手配中の逃亡者として暮らしていた。やがて彼は、レティ（ミシェル・ロドリゲス）や他の仲間と再会し、貧しい地域を救うためにガソリンのハイジャックを計画する。
この作品は『ワイルド・スピード』の後、『ワイルド・スピード MAX』の前が舞台となっている。監督はディーゼル、脚本はT・J・マンシーニで、彼とディーゼルによるストーリーから作られた。2009年7月28日に公開された。

## テレビシリーズ

### ワイルド・スピード/スパイレーサー
ドミニク・トレットのいとこであるトニー・トレット（声：タイラー・ポージー）は、政府機関からの要請を受け、仲間とともに、世界征服を企む犯罪組織「SH1FT3R」の隠れ蓑となっているエリート・レーシング・リーグに潜入する。

『ワイルド・スピード/スパイレーサー』は、映画フランチャイズをベースにしたアニメーションシリーズ。ヴィン・ディーゼルは、ドミニク・トレット役で再登場し、短い登場シーンで声を担当している。製作総指揮は、ヘドリック、ブレット・ハーランド、ディーゼル、ニール・モリッツ、クリス・モーガンが務めている。また、ヘドリックとハーランドは、番組のショーランナーも務めている。シリーズの第1シーズンは、2019年12月26日にNetflixで公開された。
| シリーズ                          | シーズン | シーズン | 話数 | 話数 | 発売期間       | 発売期間       | 放送局  | ショーランナー                          | 製作総指揮                                                                                      |
| --------------------------------- | -------- | -------- | ---- | ---- | -------------- | -------------- | ------- | --------------------------------------- | ----------------------------------------------------------------------------------------------- |
| ワイルド・スピード/スパイレーサー |          | 1        | 8    | 8    | 2019年12月26日 | 2019年12月26日 | Netflix | ティム・ヘドリック ブレット・ハーランド | ティム・ヘドリック ブレット・ハーランド ヴィン・ディーゼル ニール・H・モリッツ クリス・モーガン |
| ワイルド・スピード/スパイレーサー |          | 2        | 8    | 8    | 2020年10月9日  | 2020年10月9日  | Netflix | ティム・ヘドリック ブレット・ハーランド | ティム・ヘドリック ブレット・ハーランド ヴィン・ディーゼル ニール・H・モリッツ クリス・モーガン |
| ワイルド・スピード/スパイレーサー |          | 3        | 8    | 8    | 2020年12月26日 | 2020年12月26日 | Netflix | ティム・ヘドリック ブレット・ハーランド | ティム・ヘドリック ブレット・ハーランド ヴィン・ディーゼル ニール・H・モリッツ クリス・モーガン |

## キャスト・登場キャラクター一覧
- 灰色のセルは、キャラクターが該当作品に登場しなかった事を示す。

| キャラクター                            | キャスト                                        | 作品名             | 作品名         | 作品名         | 作品名         | 作品名         | 作品名         | 作品名                   | 作品名         | 作品名           | 作品名                   | 作品名         |
| キャラクター                            | キャスト                                        | メインシリーズ     | メインシリーズ | メインシリーズ | メインシリーズ | メインシリーズ | メインシリーズ | メインシリーズ           | メインシリーズ | メインシリーズ   | メインシリーズ           | スピンオフ     |
| キャラクター                            | キャスト                                        | ワイルド・スピード | X2             | X3 TOKYO DRIFT | MAX            | MEGA MAX       | EURO MISSION   | SKY MISSION              | ICE BREAK      | ジェットブレイク | ファイヤーブースト       | スーパーコンボ |
| --------------------------------------- | ----------------------------------------------- | ------------------ | -------------- | -------------- | -------------- | -------------- | -------------- | ------------------------ | -------------- | ---------------- | ------------------------ | -------------- |
| ドミニク・トレット                      | ヴィン・ディーゼル                              | ○                  |                | ○              | ○              | ○              | ○              | ○                        | ○              | ○                | ○                        |                |
| ブライアン・オコナー                    | ポール・ウォーカー                              | ○                  | ○              |                | ○              | ○              | ○              | ○                        |                |                  | アーカイブ映像のみ       |                |
| レティ・オルティス                      | ミシェル・ロドリゲス                            | ○                  |                |                | ○              | 写真のみ       | ○              | ○                        | ○              | ○                | ○                        |                |
| ミア・トレット                          | ジョーダナ・ブリュースター                      | ○                  |                |                | ○              | ○              | ○              | ○                        |                | ○                | ○                        |                |
| ローマン・ピアース                      | タイリース・ギブソン                            |                    | ○              |                |                | ○              | ○              | ○                        | ○              | ○                | ○                        |                |
| テズ・パーカー                          | クリス・"リュダクリス"・ブリッジス              |                    | ○              |                |                | ○              | ○              | ○                        | ○              | ○                | ○                        |                |
| ハン・ルー/ハン・ソウルオー             | サン・カン                                      |                    |                | ○              | ○              | ○              | ○              | アーカイブ映像と写真のみ |                | ○                | ○                        |                |
| ジゼル・ヤシャール                      | ガル・ガドット                                  |                    |                |                | ○              | ○              | ○              | 写真のみ                 |                |                  | ○                        |                |
| エレナ・ネベス                          | エルサ・パタキー                                |                    |                |                |                | ○              | ○              | ○                        | ○              |                  | アーカイブ映像と写真のみ |                |
| ルーク・ホブス                          | ドウェイン・ジョンソン                          |                    |                |                |                | ○              | ○              | ○                        | ○              |                  | ○                        | ○              |
| デッカード・ショウ                      | ジェイソン・ステイサム                          |                    |                |                |                |                | ○              | ○                        | ○              | ○                | ○                        | ○              |
| ラムジー                                | ナタリー・エマニュエル                          |                    |                |                |                |                |                | ○                        | ○              | ○                | ○                        |                |
| ジェイコブ・トレット                    | ジョン・シナ                                    |                    |                |                |                |                |                |                          |                | ○                | ○                        |                |
| ヴィンス                                | マット・シュルツ                                | ○                  |                |                |                | ○              |                |                          |                |                  |                          |                |
| ビルキンス捜査官                        | トム・バリー                                    | ○                  | ○              |                |                |                |                |                          |                |                  |                          |                |
| モニカ・フェンテス                      | エヴァ・メンデス                                |                    | ○              |                |                | ○              |                |                          |                |                  | 写真のみ                 |                |
| ショーン・ボズウェル                    | ルーカス・ブラック                              |                    |                | ○              |                |                |                | ○                        |                | ○                | 写真のみ                 |                |
| テゴ・レオ                              | テゴ・カルデロン                                |                    |                |                | ○              | ○              |                |                          | ○              |                  | 写真のみ                 |                |
| リコ・サントス                          | ドン・オマール                                  |                    |                |                | ○              | ○              |                |                          | ○              | ○                | 写真のみ                 |                |
| アルトゥーロ・ブラガ/レイモン・カンポス | ジョン・オーティス                              |                    |                |                | ○              |                | ○              |                          |                |                  |                          |                |
| フェニックス・カルデロン                | ラズ・アロンソ                                  |                    |                |                | ○              |                | ○              |                          |                |                  |                          |                |
| マイケル・スタジアック捜査官            | シェー・ウィガム                                |                    |                |                | ○              |                | ○              |                          |                | ○                |                          |                |
| エルナン・レイエス                      | ホアキン・デ・アルメイダ                        |                    |                |                |                | ○              |                |                          |                |                  | ○                        |                |
| オーウェン・ショウ                      | ルーク・エヴァンズ                              |                    |                |                |                |                | ○              | ○                        | ○              |                  |                          |                |
| ミスター・ノーバディ                    | カート・ラッセル                                |                    |                |                |                |                |                | ○                        | ○              | ○                |                          |                |
| サマンサ・ホブス                        | エデン・エストレヤ                              |                    |                |                |                |                |                | ○                        | ○              |                  |                          |                |
| サマンサ・ホブス                        | エリアナ・スア                                  |                    |                |                |                |                |                |                          |                |                  |                          | ○              |
| ブライアン・マーカス/リトルB            | ジェームズ・アヨウブ                            |                    |                |                |                |                |                |                          | ○              |                  |                          |                |
| ブライアン・マーカス/リトルB            | アイザック・ホルテーン&イマニュエル・ホルテーン |                    |                |                |                |                |                |                          |                | ○                |                          |                |
| ブライアン・マーカス/リトルB            | レオ・アベロ・ベリー                            |                    |                |                |                |                |                |                          |                |                  | ○                        |                |
| サイファー                              | シャーリーズ・セロン                            |                    |                |                |                |                |                |                          | ○              | ○                | ○                        |                |
| エリック・リーズナー/リトル・ノーバディ | スコット・イーストウッド                        |                    |                |                |                |                |                |                          | ○              |                  | ○                        |                |
| マグダレーン・ショウ                    | ヘレン・ミレン                                  |                    |                |                |                |                |                |                          | ○              | ○                | ○                        | ○              |
| ジョニー・トラン                        | リック・ユーン                                  | ○                  |                |                |                |                |                |                          |                |                  |                          |                |
| レオン                                  | ジョニー・ストロング                            | ○                  |                |                |                |                |                |                          |                |                  |                          |                |
| ジェシー                                | チャド・リンドバーグ                            | ○                  |                |                |                |                |                |                          |                |                  |                          |                |
| タナー巡査部長                          | テッド・レヴィン                                | ○                  |                |                |                |                |                |                          |                |                  |                          |                |
| カーター・ベローン                      | コール・ハウザー                                |                    | ○              |                |                |                |                |                          |                |                  |                          |                |
| スーキー                                | デヴォン青木                                    |                    | ○              |                |                |                |                |                          |                |                  | 写真のみ                 |                |
| マーカム捜査官                          | ジェームズ・レマー                              |                    | ○              |                |                |                |                |                          |                |                  |                          |                |
| タカシ/D.K.                             | ブライアン・ティー                              |                    |                | ○              |                |                |                |                          |                |                  |                          |                |
| トゥインキー                            | バウ・ワウ                                      |                    |                | ○              |                |                |                | アーカイブ映像のみ       |                | ○                |                          |                |
| ニーラ                                  | ナタリー・ケリー                                |                    |                | ○              |                |                |                | アーカイブ映像のみ       |                |                  |                          |                |
| アール                                  | ジェイソン・トビン                              |                    |                | ○              |                |                |                |                          |                | ○                |                          |                |
| モリモト                                | レオナルド・ナム                                |                    |                | ○              |                |                |                |                          |                |                  |                          |                |
| ボズウェル大尉                          | ブライアン・グッドマン                          |                    |                | ○              |                |                |                |                          |                |                  |                          |                |
| ペニング捜査官                          | ジャック・コンレイ                              |                    |                |                | ○              |                |                |                          |                |                  |                          |                |
| トリン捜査官                            | ライザ・ラピラ                                  |                    |                |                | ○              |                |                |                          |                |                  |                          |                |
| ジジ                                    | マイケル・アービー                              |                    |                |                |                | ○              |                |                          |                |                  | アーカイブ映像のみ       |                |
| ライリー・ヒックス                      | ジーナ・カラーノ                                |                    |                |                |                |                | ○              |                          |                |                  |                          |                |
| ジャー                                  | ジョー・タスリム                                |                    |                |                |                |                | ○              |                          |                |                  |                          |                |
| クラウス                                | キム・コールド                                  |                    |                |                |                |                | ○              |                          |                |                  |                          |                |
| ヴェーグ                                | クララ・パジェット                              |                    |                |                |                |                | ○              |                          |                |                  |                          |                |
| アドルフソン                            | ベンジャミン・デイヴィス                        |                    |                |                |                |                | ○              |                          |                |                  |                          |                |
| モーゼ・ジャカンディ                    | ジャイモン・フンスー                            |                    |                |                |                |                |                | ○                        |                |                  |                          |                |
| キエット                                | トニー・ジャー                                  |                    |                |                |                |                |                | ○                        |                |                  |                          |                |
| カーラ                                  | ロンダ・ラウジー                                |                    |                |                |                |                |                | ○                        |                |                  |                          |                |
| コナー・ローズ                          | クリストファー・ヒヴュ                          |                    |                |                |                |                |                |                          | ○              |                  |                          |                |
| フェルナンド                            | ジャンマルコ・サンディアゴ                      |                    |                |                |                |                |                |                          | ○              |                  |                          |                |
| エル                                    | 澤井杏奈                                        |                    |                |                |                |                |                |                          |                | ○                | 写真のみ                 |                |
| バディ                                  | マイケル・ルーカー                              |                    |                |                |                |                |                |                          |                | ○                | 写真のみ                 |                |
| オットー                                | トゥエ・アーステッド・ラスムッセン              |                    |                |                |                |                |                |                          |                | ○                |                          |                |
| ダンテ・レイエス                        | ジェイソン・モモア                              |                    |                |                |                |                |                |                          |                |                  | ○                        |                |
| テス                                    | ブリー・ラーソン                                |                    |                |                |                |                |                |                          |                |                  | ○                        |                |
| エージェント・エイムス                  | アラン・リッチソン                              |                    |                |                |                |                |                |                          |                |                  | ○                        |                |
| イザベル・ネベス                        | ダニエラ・メルシオール                          |                    |                |                |                |                |                |                          |                |                  | ○                        |                |
| ハッティ・ショウ                        | ヴァネッサ・カービー                            |                    |                |                |                |                |                |                          |                |                  |                          | ○              |
| ブリクストン                            | イドリス・エルバ                                |                    |                |                |                |                |                |                          |                |                  |                          | ○              |
| マルガリータ/マダムM                    | エイザ・ゴンザレス                              |                    |                |                |                |                |                |                          |                |                  |                          | ○              |
| アンドレイコ                            | エディ・マーサン                                |                    |                |                |                |                |                |                          |                |                  |                          | ○              |
| ジョナ・ホブス                          | クリフ・カーティス                              |                    |                |                |                |                |                |                          |                |                  |                          | ○              |
| マテオ・ホブス                          | ジョー・アノアイ                                |                    |                |                |                |                |                |                          |                |                  |                          | ○              |
| ホブス夫人                              | ロリ・ペレニース・ツイサーノ                    |                    |                |                |                |                |                |                          |                |                  |                          | ○              |
| ロック                                  | ライアン・レイノルズ                            |                    |                |                |                |                |                |                          |                |                  |                          | ○              |
| ディンクリー                            | ケヴィン・ハート                                |                    |                |                |                |                |                |                          |                |                  |                          | ○              |
|                                         |                                                 |                    |                |                |                |                |                |                          |                |                  |                          |                |
| 翻訳                                    | 翻訳                                            | 戸田奈津子         | 菊池浩司       |                | 岡田壯平       | 岡田壯平       | 岡田壯平       | 岡田壯平                 | 岡田壯平       | 岡田壯平         | 岡田壯平                 | 岡田壯平       |

### 日本語吹き替え版
- 灰色のセルは、キャラクターが該当作品に登場しなかった、及びセリフがなかったことを示す。

| キャラクター                            | 作品名              | 作品名              | 作品名              | 作品名              | 作品名              | 作品名              | 作品名              | 作品名              | 作品名              | 作品名                    | 作品名              | 作品名             | 作品名             | 作品名       | 作品名       | 作品名     |
| キャラクター                            | 劇場公開版/ソフト版 | 劇場公開版/ソフト版 | 劇場公開版/ソフト版 | 劇場公開版/ソフト版 | 劇場公開版/ソフト版 | 劇場公開版/ソフト版 | 劇場公開版/ソフト版 | 劇場公開版/ソフト版 | 劇場公開版/ソフト版 | 劇場公開版/ソフト版       | 劇場公開版/ソフト版 | ザ・シネマ版       | テレビ朝日版       | テレビ朝日版 | テレビ朝日版 | 機内版     |
| キャラクター                            | ワイルド・スピード  | X2                  | X3 TOKYO DRIFT      | MAX                 | MEGA MAX            | EURO MISSION        | SKY MISSION         | ICE BREAK           | スーパーコンボ      | ジェットブレイク          | ファイヤーブースト  | ワイルド・スピード | ワイルド・スピード | X2           | MAX          | MEGA MAX   |
| --------------------------------------- | ------------------- | ------------------- | ------------------- | ------------------- | ------------------- | ------------------- | ------------------- | ------------------- | ------------------- | ------------------------- | ------------------- | ------------------ | ------------------ | ------------ | ------------ | ---------- |
| ドミニク・トレット                      | 内田直哉            |                     | 内田直哉            | 楠大典              | 楠大典              | 楠大典              | 楠大典              | 楠大典              |                     | 楠大典                    | 楠大典              | 楠大典             | 菅田俊             |              | 大塚明夫     |            |
| ブライアン・オコナー                    | 森川智之            | 森川智之            |                     | 高橋広樹            | 高橋広樹            | 高橋広樹            | 高橋広樹            |                     |                     |                           | 高橋広樹            | 高橋広樹           | 堀内賢雄           | 堀内賢雄     | 藤原啓治     | 尾崎英二郎 |
| レティ・オルティス                      | 喜田あゆ美          |                     |                     | 甲斐田裕子          |                     | 甲斐田裕子          | 甲斐田裕子          | 甲斐田裕子          |                     | 甲斐田裕子                | 甲斐田裕子          | 甲斐田裕子         | 高山みなみ         |              | 本田貴子     |            |
| ミア・トレット                          | 幸田夏穂            |                     |                     | 園崎未恵            | 園崎未恵            | 園崎未恵            | 園崎未恵            |                     |                     | 園崎未恵                  | 園崎未恵            | 園崎未恵           | 井上喜久子         |              | 魏涼子       |            |
| ローマン・ピアース                      |                     | 楠大典              |                     |                     | 松田健一郎          | 松田健一郎          | 松田健一郎          | 松田健一郎          |                     | 松田健一郎                | 松田健一郎          |                    |                    | 乃村健次     |              |            |
| テズ・パーカー                          |                     | 江川央生            |                     |                     | 渡辺穣              | 渡辺穣              | 渡辺穣              | 渡辺穣              |                     | 渡辺穣                    | 渡辺穣              |                    |                    | 菅原正志     |              |            |
| ハン・ルー/ハン・ソウルオー             |                     |                     | 室園丈裕            | 三戸崇史            | 三戸崇史            | 川島得愛            |                     |                     |                     | 川島得愛                  | 川島得愛            |                    |                    |              | 平田広明     |            |
| ジゼル・ヤシャール                      |                     |                     |                     | 藤井リナ            | 東條加那子          | 東條加那子          |                     |                     |                     |                           |                     |                    |                    |              | 東條加那子   |            |
| エレナ・ネベス                          |                     |                     |                     |                     | 武井咲              | 坂井恭子            | 坂井恭子            | 坂井恭子            |                     |                           | 坂井恭子            |                    |                    |              |              |            |
| ルーク・ホブス                          |                     |                     |                     |                     | 小山力也            | 小山力也            | 小山力也            | 小山力也            | 小山力也            |                           | 小山力也            |                    |                    |              |              |            |
| ヴィンス                                | 落合弘治            |                     |                     |                     | 相沢まさき          |                     |                     |                     |                     |                           |                     | 相沢まさき         | 西凜太朗           |              |              |            |
| ビルキンス捜査官                        | 宝亀克寿            | 郷里大輔            |                     |                     |                     |                     |                     |                     |                     |                           |                     | 辻親八             | 藤本譲             | 藤本譲       |              |            |
| モニカ・フェンテス                      |                     | 朴璐美              |                     |                     | 日野由利加          |                     |                     |                     |                     |                           |                     |                    |                    | 山像かおり   |              |            |
| ショーン・ボズウェル                    |                     |                     | 小西克幸            |                     |                     |                     | 浪川大輔            |                     |                     | 浪川大輔                  |                     |                    |                    |              |              |            |
| テゴ・レオ                              |                     |                     |                     | ピストン西沢        | ピストン西沢        |                     |                     |                     |                     |                           |                     |                    |                    |              | 隈本吉成     |            |
| リコ・サントス                          |                     |                     |                     | 吉村昌広            | 吉村昌広            |                     |                     | 吉村昌広            |                     |                           |                     |                    |                    |              | 西凜太朗     |            |
| アルトゥーロ・ブラガ/レイモン・カンポス |                     |                     |                     | 後藤哲夫            |                     | 後藤哲夫            |                     |                     |                     |                           |                     |                    |                    |              | 若本規夫     |            |
| フェニックス・カルデロン                |                     |                     |                     | 咲野俊介            |                     |                     |                     |                     |                     |                           |                     |                    |                    |              | 山野井仁     |            |
| マイケル・スタジアック捜査官            |                     |                     |                     | 丸山壮史            |                     | 丸山壮史            |                     |                     |                     | 丸山壮史                  |                     |                    |                    |              | 檀臣幸       |            |
| オーウェン・ショウ                      |                     |                     |                     |                     |                     | 東地宏樹            |                     | 東地宏樹            |                     |                           |                     |                    |                    |              |              |            |
| デッカード・ショウ                      |                     |                     |                     |                     |                     | 山路和弘            | 山路和弘            | 山路和弘            | 山路和弘            | 山路和弘                  | 山路和弘            |                    |                    |              |              |            |
| ミスター・ノーバディ                    |                     |                     |                     |                     |                     |                     | 大塚芳忠            | 大塚芳忠            |                     | 大塚芳忠                  |                     |                    |                    |              |              |            |
| ラムジー                                |                     |                     |                     |                     |                     |                     | 坂本真綾            | 坂本真綾            |                     | 坂本真綾                  | 坂本真綾            |                    |                    |              |              |            |
| ジョニー・トラン                        | 中田和宏            |                     |                     |                     |                     |                     |                     |                     |                     |                           |                     | 鈴村健一           | 池田秀一           |              |              |            |
| レオン                                  | 樫井笙人            |                     |                     |                     |                     |                     |                     |                     |                     |                           |                     | 村井雄治           | 桐本琢也           |              |              |            |
| ジェシー                                | 青木誠              |                     |                     |                     |                     |                     |                     |                     |                     |                           |                     | 石毛翔弥           | 鳥海勝美           |              |              |            |
| サージェント・タナー                    | 稲葉実              |                     |                     |                     |                     |                     |                     |                     |                     |                           |                     | 魚建               | 金尾哲夫           |              |              |            |
| カーター・ベローン                      |                     | てらそままさき      |                     |                     |                     |                     |                     |                     |                     |                           |                     |                    |                    | 中田和宏     |              |            |
| スーキー                                |                     | 小池栄子            |                     |                     |                     |                     |                     |                     |                     |                           |                     |                    |                    | 弓場沙織     |              |            |
| マーカム捜査官                          |                     | 水野龍司            |                     |                     |                     |                     |                     |                     |                     |                           |                     |                    |                    | 谷口節       |              |            |
| D.K.（タカシ）                          |                     |                     | 最上嗣生            |                     |                     |                     |                     |                     |                     |                           |                     |                    |                    |              |              |            |
| トゥインキー                            |                     |                     | 大畑伸太郎          |                     |                     |                     | 金城大和            |                     |                     | 木村昴                    |                     |                    |                    |              |              |            |
| ニーラ                                  |                     |                     | 佐古真弓            |                     |                     |                     |                     |                     |                     |                           |                     |                    |                    |              |              |            |
| アール                                  |                     |                     | 山口登              |                     |                     |                     |                     |                     |                     | 下野紘                    |                     |                    |                    |              |              |            |
| モリモト                                |                     |                     | 星野貴紀            |                     |                     |                     |                     |                     |                     |                           |                     |                    |                    |              |              |            |
| ボズウェル少佐                          |                     |                     | 菅生隆之            |                     |                     |                     |                     |                     |                     |                           |                     |                    |                    |              |              |            |
| ペニング捜査官                          |                     |                     |                     | 小川真司            |                     |                     |                     |                     |                     |                           |                     |                    |                    |              | 小川真司     |            |
| トリン捜査官                            |                     |                     |                     | 田中晶子            |                     |                     |                     |                     |                     |                           |                     |                    |                    |              | 林真里花     |            |
| エルナン・レイエス                      |                     |                     |                     |                     | 有本欽隆            |                     |                     |                     |                     |                           | 佐々木勝彦          |                    |                    |              |              |            |
| ジジ                                    |                     |                     |                     |                     | 志村知幸            |                     |                     |                     |                     |                           |                     |                    |                    |              |              |            |
| ライリー・ヒックス                      |                     |                     |                     |                     |                     | 林真里花            |                     |                     |                     |                           |                     |                    |                    |              |              |            |
| モーゼ・ジャカンディ                    |                     |                     |                     |                     |                     |                     | 立木文彦            |                     |                     |                           |                     |                    |                    |              |              |            |
| キエット                                |                     |                     |                     |                     |                     |                     | 浪川大輔            |                     |                     |                           |                     |                    |                    |              |              |            |
| カーラ                                  |                     |                     |                     |                     |                     |                     | 佐古真弓            |                     |                     |                           |                     |                    |                    |              |              |            |
| サファー                                |                     |                     |                     |                     |                     |                     | 佐藤せつじ          |                     |                     |                           |                     |                    |                    |              |              |            |
| サイファー                              |                     |                     |                     |                     |                     |                     |                     | 田中敦子            |                     | 田中敦子                  | 田中敦子            |                    |                    |              |              |            |
| リトル・ノーバディ                      |                     |                     |                     |                     |                     |                     |                     | 小野大輔            |                     |                           | 小野大輔            |                    |                    |              |              |            |
| ローズ                                  |                     |                     |                     |                     |                     |                     |                     | 高木渉              |                     |                           |                     |                    |                    |              |              |            |
| フェルナンド                            |                     |                     |                     |                     |                     |                     |                     | 福山潤              |                     |                           |                     |                    |                    |              |              |            |
| マグダレーン・ショウ                    |                     |                     |                     |                     |                     |                     |                     | 沢田敏子            | 沢田敏子            | 沢田敏子                  | 沢田敏子            |                    |                    |              |              |            |
| ハッティ・ショウ                        |                     |                     |                     |                     |                     |                     |                     |                     | 沢城みゆき          |                           |                     |                    |                    |              |              |            |
| ブリクストン                            |                     |                     |                     |                     |                     |                     |                     |                     | 山寺宏一            |                           |                     |                    |                    |              |              |            |
| マルガリータ / マダムM                  |                     |                     |                     |                     |                     |                     |                     |                     | たかはし智秋        |                           |                     |                    |                    |              |              |            |
| ジョナ・ホブス                          |                     |                     |                     |                     |                     |                     |                     |                     | 遠藤純一            |                           |                     |                    |                    |              |              |            |
| ホブス夫人                              |                     |                     |                     |                     |                     |                     |                     |                     | 杉山滋美            |                           |                     |                    |                    |              |              |            |
| ロック                                  |                     |                     |                     |                     |                     |                     |                     |                     | 加瀬康之            |                           |                     |                    |                    |              |              |            |
| ジェイコブ・トレッド                    |                     |                     |                     |                     |                     |                     |                     |                     |                     | 中村悠一                  | 中村悠一            |                    |                    |              |              |            |
| エル                                    |                     |                     |                     |                     |                     |                     |                     |                     |                     | アンナ・サワイ / 澤井杏奈 |                     |                    |                    |              |              |            |
| オットー                                |                     |                     |                     |                     |                     |                     |                     |                     |                     | 神谷浩史                  |                     |                    |                    |              |              |            |
|                                         |                     |                     |                     |                     |                     |                     |                     |                     |                     |                           |                     |                    |                    |              |              |            |
| 翻訳                                    | 岩佐幸子            | 平田勝茂            | 桜井裕子            | 松崎広幸            | 松崎広幸            | 松崎広幸            | 松崎広幸            | 松崎広幸            | 松崎広幸            | 松崎広幸                  | 松崎広幸            | 松崎広幸           | 松崎広幸           | 平田勝茂     | 古瀬由紀子   |            |
| 演出                                    | 伊達康将            | 三好慶一郎          | 三好慶一郎          | 高橋剛              | 宇出喜美            | 宇出喜美            | 宇出喜美            | 宇出喜美            | 宇出喜美            | 宇出喜美                  | 宇出喜美            | 宇出喜美           | 鍛治谷功           | 鍛治谷功     | 鍛治谷功     |            |

## 評価

### 興行収入
| 作品名                            | 公開日        | 興行収入       | 興行収入       | 興行収入       | 興行収入順位 | 興行収入順位 | 製作費         | 出典   |
| 作品名                            | 公開日        | 北米           | 北米外         | 世界           | 北米歴代     | 世界歴代     | 製作費         | 出典   |
| --------------------------------- | ------------- | -------------- | -------------- | -------------- | ------------ | ------------ | -------------- | ------ |
| ワイルド・スピード                | 2001年9月7日  | $144,533,925   | $62,750,000    | $207,283,925   | 399          | 758          | $38 million    | [ 29 ] |
| ワイルド・スピードX2              | 2003年6月5日  | $127,154,901   | $109,195,760   | $236,350,661   | 504          | 640          | $76 million    | [ 30 ] |
| ワイルド・スピードX3 TOKYO DRIFT  | 2006年6月15日 | $62,514,415    | $95,953,877    | $158,468,292   | 1,350        | -            | $85 million    | [ 31 ] |
| ワイルド・スピード MAX            | 2009年4月1日  | $155,064,265   | $208,100,000   | $363,164,265   | 354          | 352          | $85 million    | [ 32 ] |
| ワイルド・スピード MEGA MAX       | 2011年4月20日 | $209,837,675   | $416,300,000   | $626,137,675   | 195          | 143          | $125 million   | [ 33 ] |
| ワイルド・スピード EURO MISSION   | 2013年5月24日 | $238,679,850   | $550,000,000   | $788,679,800   | 144          | 89           | $160 million   | [ 34 ] |
| ワイルド・スピード SKY MISSION    | 2015年4月10日 | $353,007,020   | $1,163,038,891 | $1,516,045,911 | 54           | 9            | $190 million   | [ 36 ] |
| ワイルド・スピード ICE BREAK      | 2017年4月14日 | $226,008,385   | $1,009,996,733 | $1,236,005,118 | 164          | 19           | $250 million   | [ 37 ] |
| ワイルド・スピード/スーパーコンボ | 2019年8月2日  | $173,956,935   | $585,100,000   | $759,056,935   | 285          | 97           | $200 million   | [ 38 ] |
| 合計                              | 合計          | $1,690,757,371 | $4,200,435,261 | $5,891,192,632 | 12           | 9            | $1.209 billion | N/A    |

### 批評家の反応
| 作品名                            | Rotten Tomatoes   | Metacritic      | CinemaScore |
| --------------------------------- | ----------------- | --------------- | ----------- |
| ワイルド・スピード                | 52% (145 reviews) | 58 (29 reviews) | B+          |
| ワイルド・スピードX2              | 36% (155 reviews) | 38 (35 reviews) | A−          |
| ワイルド・スピードX3 TOKYO DRIFT  | 35% (108 reviews) | 46 (31 reviews) | A−          |
| ワイルド・スピード MAX            | 27% (172 reviews) | 45 (27 reviews) | A−          |
| ワイルド・スピード MEGA MAX       | 78% (183 reviews) | 67 (29 reviews) | A           |
| ワイルド・スピード EURO MISSION   | 72% (138 reviews) | 61 (35 reviews) | A           |
| ワイルド・スピード SKY MISSION    | 80% (240 reviews) | ( reviews)      | A           |
| ワイルド・スピード ICE BREAK      | 66% (253 reviews) | ( reviews)      | A           |
| ワイルド・スピード/スーパーコンボ | 67% (337 reviews) | 60 (54 reviews) | A−          |

## ミュージック

### サウンドトラック
| タイトル                                                                   | 米国リリース   | 長さ  | レーベル                                 |
| -------------------------------------------------------------------------- | -------------- | ----- | ---------------------------------------- |
| The Fast and the Furious: Original Motion Picture Soundtrack               | 2001年6月5日   | 72:13 | Murder Inc. Def Jam Recordings Universal |
| More Fast and Furious                                                      | 2001年12月18日 | 47:32 | Island                                   |
| 2 Fast 2 Furious: Soundtrack                                               | 2003年5月27日  | 42:29 | Def Jam South Disturbing Tha Peace       |
| The Fast and the Furious: Tokyo Drift (Original Motion Picture Score)      | 2006年6月26日  | 64:10 | Varèse Sarabande Universal               |
| The Fast and the Furious: Tokyo Drift (Original Motion Picture Soundtrack) | 2006年6月27日  | 38:29 | Varèse Sarabande                         |
| Fast & Furious: Original Motion Picture Soundtrack                         | 2009年3月31日  | 44:01 | Star Trak Entertainment Interscope       |
| Fast & Furious: Original Motion Picture Score                              | 2009年3月31日  | 78:11 | Varèse Sarabande                         |
| Fast Five: Original Motion Picture Soundtrack                              | 2011年4月25日  | 50:48 | ABKCO                                    |
| Fast Five: Original Motion Picture Score                                   | 2011年4月26日  | 77:52 | Varèse Sarabande                         |
| Fast & Furious 6: Original Motion Picture Soundtrack                       | 2013年5月17日  | 50:18 | Def Jam Recordings                       |
| Furious 7: Original Motion Picture Soundtrack                              | 2015年3月17日  | 60:05 | Atlantic                                 |
| Furious 7: Original Motion Picture Score                                   | 2015年3月31日  | 76:42 | Back Lot                                 |
| The Fate of the Furious: The Album                                         | 2017年4月14日  | 49:50 | APG Atlantic Universal                   |
| The Fate of the Furious: Original Motion Picture Score                     | 2017年4月28日  | 77:16 | Back Lot                                 |
| Fast & Furious Presents: Hobbs & Shaw (Original Motion Picture Soundtrack) | 2019年7月26日  | 50:10 | Back Lot                                 |
| Fast & Furious Presents: Hobbs & Shaw (Original Motion Picture Score)      | 2019年8月2日   | 40:33 | Back Lot                                 |

### シングル
| タイトル                           | 米国リリース  | 長さ | アーティスト                                              | レーベル |
| ---------------------------------- | ------------- | ---- | --------------------------------------------------------- | -------- |
| "Pump It Up"                       | 2003年5月8日  | 4:04 | ジョー・バドゥン                                          |          |
| "Act a Fool"                       | 2003年5月20日 | 4:30 | リュダクリス                                              |          |
| "Tokyo Drift"                      | 2006年6月7日  | 4:51 | TERIYAKI BOYZ                                             |          |
| "Danza Kuduro"                     | 2010年8月15日 | 3:19 | ドン・オマール Lucenzo                                    |          |
| "How We Roll (Fast Five Remix)"    | 2011年4月23日 | 3:56 | ドン・オマール J-Doe Reek da Villian バスタ・ライムス     |          |
| "Bandoleros"                       | 2013年5月17日 | 3:15 | ドン・オマール テゴ・カルデロン                           |          |
| "We Own It"                        | 2013年6月12日 | 3:47 | 2チェインズ ウィズ・カリファ                              |          |
| "Ride Out"                         | 2015年2月17日 | 3:31 | Kid Ink タイガ ワーレイ YG Rich Homie Quan                |          |
| "How Bad Do You Want It (Oh Yeah)" | 2015年2月23日 | 3:44 | Sevyn Streeter                                            |          |
| "See You Again"                    | 2015年3月10日 | 3:49 | ウィズ・カリファ チャーリー・プース                       |          |
| "Hey Ma"                           | 2017年3月10日 | 3:14 | ピットブル J・バルヴィン カミラ・カベロ                   |          |
| "Good Life"                        | 2017年3月17日 | 3:45 | ジー・イージー ケラーニ                                   |          |
| "Gang Up"                          | 2017年3月24日 | 3:51 | ヤング・サグ 2 Chainz ウィズ・カリファ PnB Rock           |          |
| "Getting Started"                  | 2019年7月2日  | 2:39 | Aloe Blacc JID                                            |          |
| "One Shot"                         | 2020年6月18日 | 3:16 | ヤングボーイ・ネヴァー・ブローク・アゲイン リル・ベイビー |          |
| "Convertible Burt"                 | 2020年7月2日  | 2:55 | Tory Lanez Kevin Gates                                    |          |

## その他のメディア

### ユニバーサルテーマパークのアトラクション
2006年に『TOKYO DRIFT』が公開された後、ユニバーサルはテーマパークのアトラクションを導入してフランチャイズの販売を開始した。2006年から2013年にかけて、ユニバーサル・スタジオ・ハリウッドのスタジオ・ツアーの一環として、「The Fast and the Furious: Extreme Close-Up」というアトラクションが登場した。このツアーでは、トラムが小さなアリーナに入り、プロップビークルを多関節のロボットアームで操作するデモンストレーションが行われた。
2015年には、ユニバーサル・スタジオ・ハリウッドのスタジオ・ツアーの一部として、新アトラクション「Fast & Furious: Supercharged」がオープンした。ツアーのトラムは、映画5作目で使用された黒のダッジ・チャージャーの前を通り、ルーク・ホブスの動画を見せられ、オーウェン・ショーが探している重要な証人がトラムに乗っていることを知らされる。その後、FBIによってパーティーは中止され、路面電車はモーション・シミュレーターに移り、ローマン・ピアース、レティ・オルティス、ドミニク・トレットらによるチェイス・シーケンスが繰り広げられます。同様のアトラクションは、2018年にユニバーサル・スタジオ・フロリダにもオープンしました。行列では、ゲストは映画の記念品が置かれたガレージを通過した後、テジ・パーカーとミア・トレットからパーティーへの招待のビデオコールを受ける。ゲストは「パーティーバス」に乗り込み、そこでホブスからのビデオメッセージを受け取り、ハリウッド版と同じようにライドが進行する。

### ツアー
2018年、ユニバーサルは、スタントドライビング、パイロテクニクス、プロジェクションマッピングを組み合わせて映画のシーンを再現し、その他のスタントを行う一連のライブショー「Fast & Furious Live tour」を発表した。製作期間中、何千人ものスタントパフォーマーやドライバーがオーディションを受け、選ばれた場合は4ヶ月間のトレーニングキャンプを受ける必要があった。さらに、パルクールのアスリートや、ドライバーとパルクールの実践者の両方を必要とするスタントも登場しました。
Fast & Furious Liveは、2018年1月11日から12日にかけて、リヴァプールのエコー・アリーナで2回のプレビュー公演を行い、その1週間後に正式にヨーロッパツアーを開始した。

### ビデオゲーム
ワールド・スピードは、シリーズに関連したいくつかのレースゲームを生み出し、また、「ニード・フォー・スピード」や「湾岸 Midnight Club」など、様々なシステムでプレイ可能な他のゲームのインスピレーションとなってきた。2004年に携帯電話とアーケード向けに発売されたゲーム「ファスト アンド フューリアス」は第1作目をベースにしており、その続編である「2 Fast 2 Furious」は同年に携帯電話専用に発売され、第2作目をベースにしている。2006年にPlayStation 2とPlayStation Portable向けに発売されたゲーム「THE FAST AND THE FURIOUS」は、「TOKYO DRIFT」から大きなインスピレーションを受けている。このゲームは、そこそこの売り上げを記録し、賛否両論の評価を受けて発売された。元々、2003年に元気社から『ワイルド・スピード』のビデオゲームが発売されようとしていたが、理由は不明だが、おそらくグラフィックが原因で中止になった。
特筆すべきは、モバイルゲーム向けにいくつかのゲームがリリースされていることで、iOSやAndroid端末向けに多くのゲームが発売されており、ライセンス外のタイアップ作品として「The Fast and the Furious: Pink Slip」、「Fast & Furious」、「Fast Five」、「Fast & Furious: Adrenaline」がある。第6弾では、「Fast & Furious 6: The Game」と題したタイアップ作品の開発にユニバーサルが協力し、「Fast & Furious: Legacy」の開発にも協力した。
「Fast & Furious: Showdown」は、2013年にMicrosoft Windows、Xbox 360、PlayStation 3、Wii U、Nintendo 3DS向けに発売された。プレイヤーは複数のキャラクターを操作して、映画5作目と6作目の間にある物語のギャップを埋めている。否定的な評価を受け、経済的には中途半端な成功になってしまった[99]。Facebookのゲーム「Car Town」には、シリーズに登場する様々な車や場所、キャラクターが登場する。
2015年、Microsoft Studiosとの契約により、Xbox OneおよびXbox 360用の『Forza Horizon 2』のスタンドアロン拡張版『Forza Horizon 2 Presents Fast & Furious』が発売された。これは『Furious 7』のプロモーションのためにリリースされたもので、おおむね好評を博したが、一部の批評家は主人公たちの関与が限られていることを嘆いていた[100]。 2017年、車両サッカーゲーム『Rocket League』は『The Fate of the Furious』のプロモーションとしてダウンロードコンテンツ（DLC）パックをリリースし、プレイヤーは映画に登場したダッジ・チャージャーとその専用ホイール、その他6つの新しいカスタマイズを購入することができるようになった[101]。
「Fast & Furious Crossroads」は「The Game Awards 2019」で発表された。開発は「Need for Speed: Shift」や「Project CARS」シリーズを手がけたSlightly Mad Studios、発売はバンダイナムコエンターテインメント。当初は2020年5月の発売を予定していたが、ほぼ完成していたものの、COVID-19パンデミックによる物流の問題で無期限延期となっていた。『Fast & Furious Crossroads』は、2020年8月7日にMicrosoft Windows、PlayStation 4、Xbox One向けに全世界で発売された。

### 玩具
2002年にはラジオシャックが第1作に登場する車のマイクロラジコンカー版ZipZapsを仕入れて販売し、ダイキャストメタルメーカーのRacing Championsは2004年に第1作と第2作に登場する車のレプリカを1/18から1/64までの異なるスケールで発売した。
AMT ErtlはRacing Championsに対抗して2004年に主人公の車の1/24スケールのプラスチックモデルキットを発売し、Johnny LightningはJL Full ThrottleブランドでTokyo Driftに登場する車の1/64と1/24モデルを発売した。また、ジョニー・ライトニング社は「JL Full Throttle」ブランドで、「Tokyo Drift」に登場する車の1/64および1/24モデルを発売しました。2011年、ユニバーサルはグリーンライト社にライセンスを供与し、『ファストファイブ』を期待して全作品のモデルカーを販売した[107]。 2013年以降、ホットウィールは第6弾以降のすべての車の1/64モデルを発売している。
2020年、LEGOはTechnicラインでドムのダッジ・チャージャーのセットを製作した。